# بوكيمون إكس واي (لعبة)

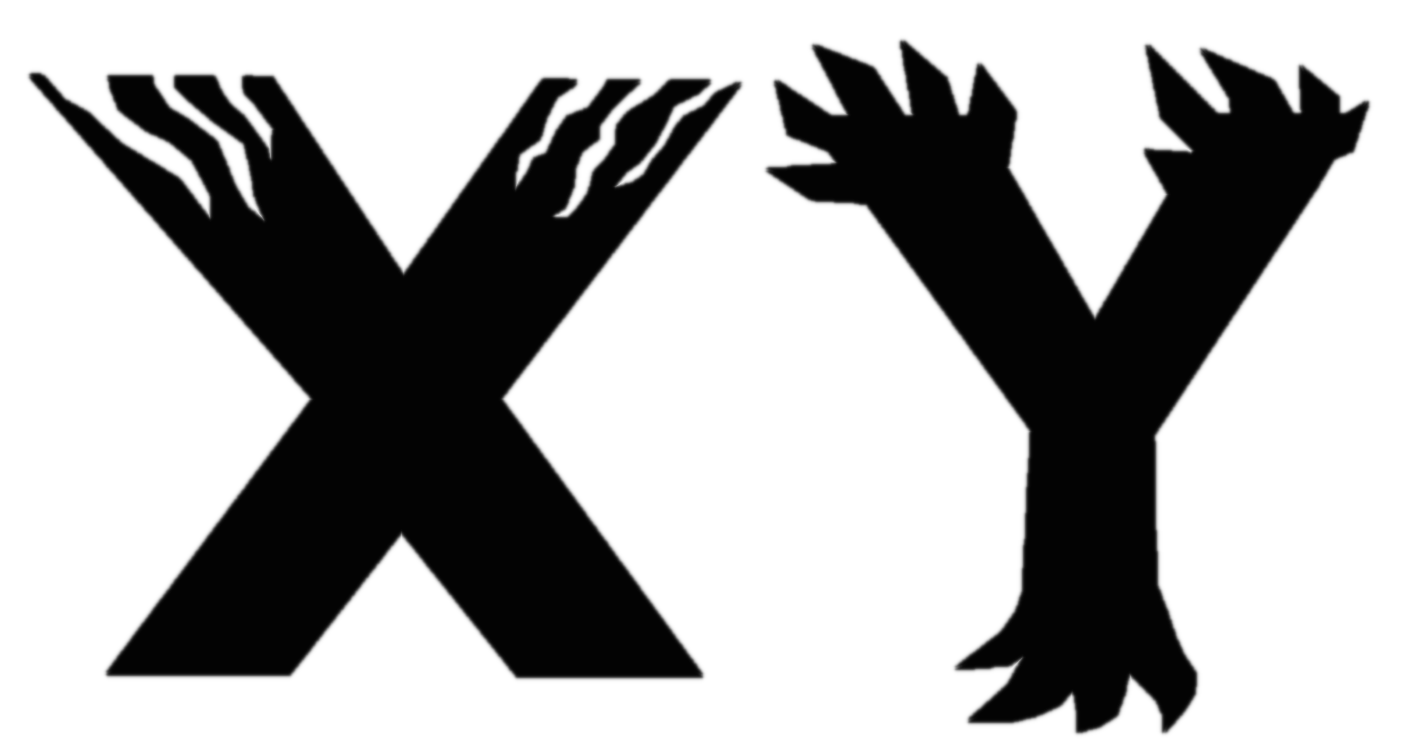
الشعار المبسط للعبتي بوكيمون إكس وبوكيمون واي.

بوكيمون إكس واي (باليابانية: ポケットモンスター X・Y) (نطق ياباني:Poketto Monsutā Ekkusu & Wai) (بالإنجليزية: Pokémon X and Y)، هي لعبة فيديو من تطوير ستوديو جيم فريك ومن نشر ذا بوكيمون كومباني اليابانية، صدرت سنة 2013 وتعمل لمنصة نينتندو 3دي إس المحمولة.

## المواقع الخارجية
- الموقع الرسمي
 (إنكليزية)